# Kuteževo
Kuteževo – wieś w Słowenii, w gminie Ilirska Bistrica. W 2018 roku liczyła 230 mieszkańców.